# 降壇命令
降壇命令（こうだんめいれい）とは、議場において、演壇から降りることを議長が命ずること。
本来、議場において、演壇に登壇し発言することができるのは、議長の許可を受けたものに限られる。これは、議長が議事すべてについて議事整理権を有しているためである。議長の許可なく登壇したり、発言の制限をうけながらもこれに反して発言を続けたりという議長の議事整理に反する行為は、議長から降壇を命ぜられることとなる。度重なる降壇命令を無視するなどの場合には、議長が議院警察権を行使し、衛視執行を命じる場合もある。